# Линник, Владимир Павлович
Влади́мир Па́влович Ли́нник (1889—1984) — советский оптик, крупный специалист по прикладной оптике. Академик Академии наук СССР.

## Биография
Родился 24 июня (6 июля) 1889 год в Харькове. Окончил Киевский университет Св. Владимира в 1914 году и был оставлен в нём для преподавательской работы. В 1923—1926 преподавал в Киевском политехническом институте, с 1926 года работал в ГОИ (с 1951 в должности начальника отдела), одновременно в 1933—1941 годах был профессором ЛГУ имени А. А. Жданова. Академик АН СССР (1939)
В 1930-х годах работал профессором ЛИТМО. Заведующий кафедрой Лабораторных оптических приборов ЛИТМО (1939—1941). В марте 1943 года Государственная комиссия под председательством В. П. Линника приняла защиты дипломных проектов студентов ЛИТМО, подготовленные в условиях эвакуации института в Черепаново Новосибирской области.
В 1946—1968 годах работал по совместительству в Пулковской обсерватории.
Умер 9 июля 1984 года в Ленинграде. Похоронен на кладбище в Комарове. Могила является памятником культурно-исторического наследия.

## Семья
Сын — математик академик Юрий Линник (1915—1972), дочь — искусствовед, доктор искусствоведения Ирина Линник (1922—2009), внучка — широко известная в среде ленинградской богемы Ирина Левшакова.

## Научная деятельность
Основные научные работы относятся к прикладной оптике. Предложил метод исследования кристаллов с помощью рентгеновских лучей (метод Линника). Разработал методы исследования качества изображений в оптических системах. В 1930-е годы создал приборы для контроля чистоты поверхности различного класса (микроинтерферометр Линника и двойной микроскоп Линника), принесшие ему мировую известность. В 1946 году создал уникальный интерференционный пассажный инструмент. Сконструировал звёздный интерферометр с базой 6 м для измерения угловых расстояний между двойными звёздами — первый крупный астрономический прибор с азимутальной монтировкой, оснащённый фотоэлектрической системой гидирования по звезде, который позволял измерять с точностью до 0,002" угловые расстояния между двойными звёздами до 15".
Был председателем совета по постройке 6-метрового телескопа БТА, предложил использовать азимутальную монтировку в этом инструменте. Инициатор развития современной адаптивной оптики, в 1957 году предложил конструкцию телескопа, в котором для компенсации атмосферных искажений используется составное зеркало с перемещаемыми элементами. Руководил разработкой облегчённых и составных зеркал для отправки в космос. В пос. Комарово под Ленинградом создал небольшую обсерваторию, оснащённую различными приборами, разработал в ней ряд новых методов исследования спектрограмм. Внёс значительный вклад в микроскопию, разработав оригинальную технологию сборки и юстировки сложных объективов микроскопов, которая до сих пор используется в промышленности.

## Награды и звания
- Герой Социалистического Труда (04.07.1969)
- пять орденов Ленина (10.06.1945; 19.09.1953; 14.07.1959; 28.07.1966; 04.07.1969)
- орден Октябрьской Революции (16.10.1979)
- два ордена Трудового Красного Знамени (08.06.1939; 17.09.1975)
- орден Красной Звезды (15.12.1943)
- медали
- Сталинская премия первой степени (1946) — за изобретение новых интерференционных приборов для контроля точности обработки поверхностей изделий[2]
- Сталинская премия второй степени (1950) — за разработку конструкции и освоение в серийном производстве комплекса приборов для исследования качества обработки поверхностей и определения микротвёрдости
- Золотая медаль имени С. И. Вавилова АН СССР (1973)

## Адреса в Ленинграде
- 1926—1941, 1944—1984 — Биржевая линия Васильевского острова, 12-14.

## Память
- На здании по адресу Биржевая линия 12-14 в 1989 году была открыта мемориальная доска (архитектор О. В. Василенко) с текстом: «Здесь с 1926 по 1984 год работал академик Владимир Павлович Линник, выдающийся советский физик, Герой Социалистического Труда»[3].

Памятник на могиле В. П. Линника . 7802631000 (БД Викигида)
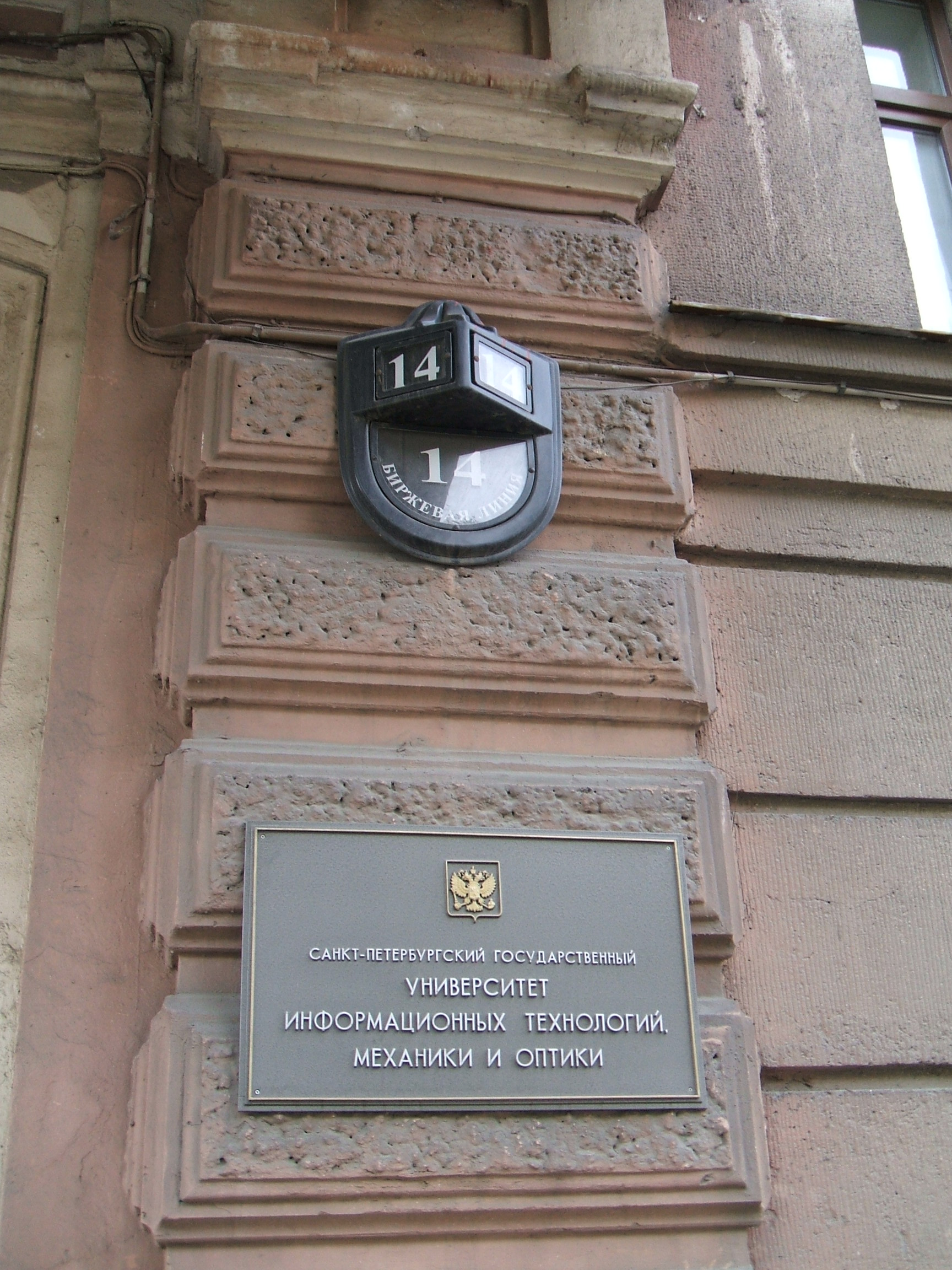
Дом на Биржевой линии, где работал В. П. Линник
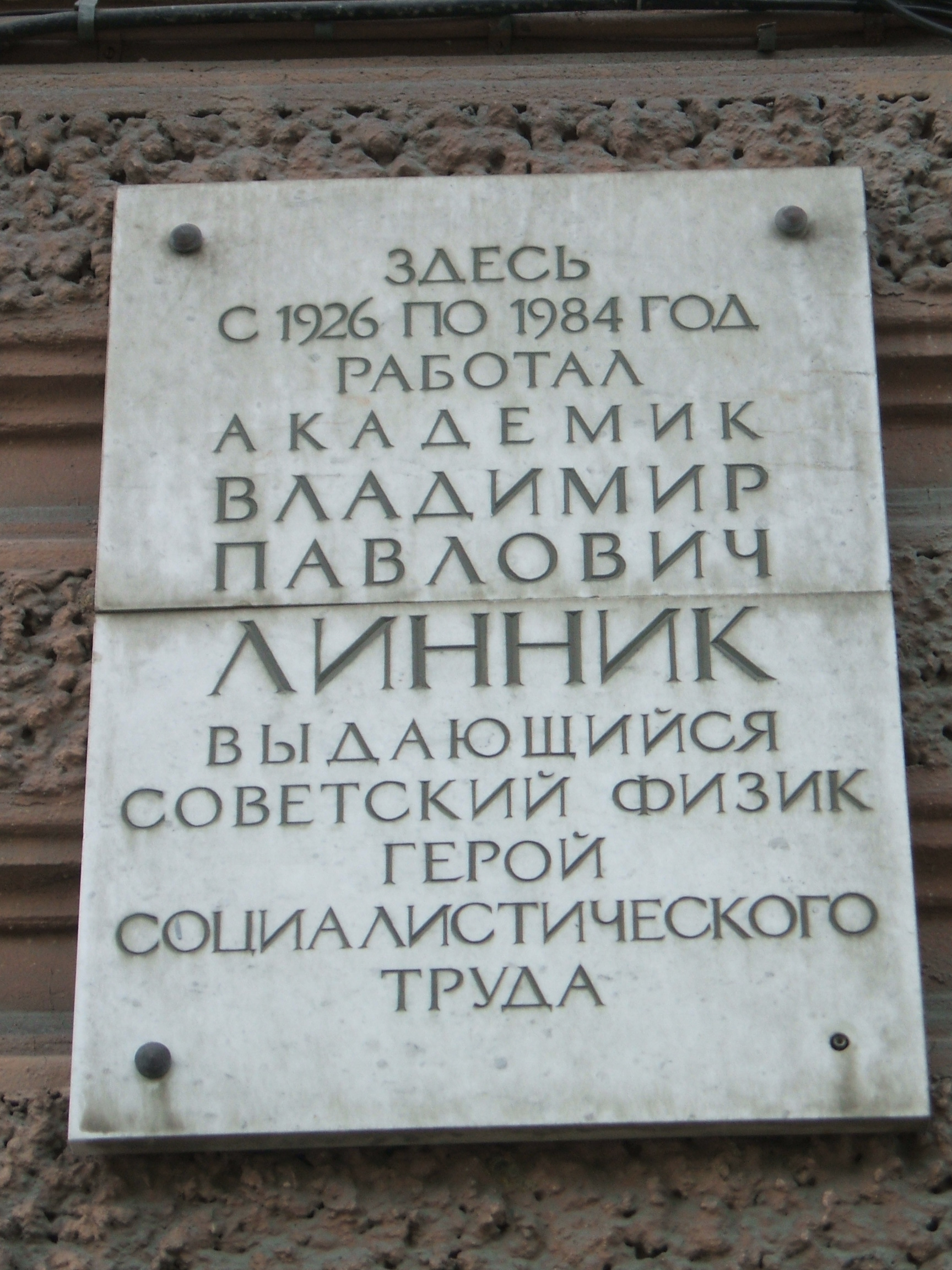
Мемориальная доска на доме, где работал В. П. Линник

## Публикации
- В. П. Линник. Труды Кеплера в области оптики (К 400-летию со дня рождения) // Успехи физических наук. — Российская академия наук, 1973. — Т. 109, № 1.